# Fawzi Bashir
Fawzi Bashir Rajab Bait Doorbeen ( arabă فوزي بشير رجب بيت دوربين), (n. 6 mai 1984), cunoscut și ca Fawzi Bashir, este un fost fotbalist din Oman care a jucat ultima dată pentru Dhofar SCSC în Oman Professional League. 

## Cariera de club
A jucat anterior pentru diverse cluburi din țările GCC, precum Ettifaq FC din KSA, Al-Wakrah Sport Club și Al-Gharafa Sports Club din Qatar, Qadsia SC și Kazma Sporting Club din Kuweit și Baniyas SC, Al-Dhafra Club și Ajman Club din Emiratele Arabe Unite. La 1 octombrie 2013 a semnat un contract de șase luni cu Dhofar SCSC  

### Statisticile  clubului
| Club         | Season       | Division                 | League | League | Cup  | Cup   | Continental | Continental | Other | Other | Total | Total |
| Club         | Season       | Division                 | Apps   | Goals  | Apps | Goals | Apps        | Goals       | Apps  | Goals | Apps  | Goals |
| ------------ | ------------ | ------------------------ | ------ | ------ | ---- | ----- | ----------- | ----------- | ----- | ----- | ----- | ----- |
| Al-Nasr      | 2003–04      | Omani League             | -      | 1      | -    | 0     | 0           | 0           | -     | 0     | -     | 1     |
| Al-Nasr      | Total        | Total                    | -      | 1      | -    | 0     | 0           | 0           | -     | 0     | -     | 1     |
| Al-Ittifaq   | 2004–05      | Saudi Premier League     | -      | 1      | -    | 0     | 0           | 0           | -     | 0     | -     | 1     |
| Al-Ittifaq   | Total        | Total                    | -      | 1      | -    | 0     | 0           | 0           | -     | 0     | -     | 1     |
| Al-Wakra     | 2005–06      | Qatar Stars League       | -      | 5      | -    | 0     | 0           | 0           | -     | 0     | -     | 5     |
| Al-Wakra     | Total        | Total                    | -      | 5      | -    | 0     | 0           | 0           | -     | 0     | -     | 5     |
| Al-Qadisiya  | 2006–07      | Kuwaiti Premier League   | -      | 2      | -    | 1     | -           | 2           | -     | 0     | -     | 3     |
| Al-Qadisiya  | Total        | Total                    | -      | 2      | -    | 1     | -           | 2           | -     | 0     | -     | 3     |
| Al-Gharafa   | 2007–08      | Qatar Stars League       | -      | 5      | -    | 1     | 0           | 0           | -     | 0     | -     | 6     |
| Al-Gharafa   | Total        | Total                    | -      | 5      | -    | 1     | 0           | 0           | -     | 0     | -     | 6     |
| Kazma        | 2008–09      | Kuwaiti Premier League   | -      | 0      | -    | 1     | 0           | 0           | -     | 0     | -     | 1     |
| Kazma        | Total        | Total                    | -      | 0      | -    | 1     | 0           | 0           | -     | 0     | -     | 1     |
| Baniyas      | 2009–10      | UAE Pro League           | 12     | 5      | -    | 1     | 0           | 0           | 0     | 0     | -     | 6     |
| Baniyas      | 2010–11      | UAE Pro League           | 21     | 7      | -    | 2     | 0           | 0           | 0     | 0     | -     | 9     |
| Baniyas      | 2011–12      | UAE Pro League           | 19     | 2      | 6    | 0     | 6           | 1           | 0     | 0     | 31    | 3     |
| Baniyas      | Total        | Total                    | 52     | 14     | -    | 3     | 6           | 1           | 0     | 0     | -     | 18    |
| Al-Dhafra    | 2012–13      | UAE Pro League           | 10     | 3      | 0    | 0     | 0           | 0           | 0     | 0     | 10    | 3     |
| Al-Dhafra    | Total        | Total                    | 10     | 3      | 0    | 0     | 0           | 0           | 0     | 0     | 10    | 3     |
| Ajman        | 2013–14      | UAE Arabian Gulf League  | 11     | 0      | 3    | 0     | 0           | 0           | 0     | 0     | 14    | 0     |
| Ajman        | Total        | Total                    | 11     | 0      | 3    | 0     | 0           | 0           | 0     | 0     | 14    | 0     |
| Dhofar       | 2013–14      | Oman Professional League | -      | 1      | -    | 2     | 0           | 0           | 0     | 0     | -     | 3     |
| Dhofar       | Total        | Total                    | -      | 1      | -    | 2     | 0           | 0           | 0     | 0     | -     | 3     |
| Career total | Career total | Career total             | -      | 32     | -    | 8     | 6           | 3           | -     | 0     | -     | 41    |

A fost un membru activ al echipei naționale de seniori. Fawzi a fost un jucător important pentru echipa națională din Oman, precum și pentru cluburile în care juca. S-a alăturat echipei naționale la o vârstă foarte fragedă (17 ani) și de la bun început a fost membru al primei linii. Bashir deținea tricoul cu numărul 10 din 2001. El a făcut parte din prima echipă a naționalei de fotbal din Oman până în 2013. Fawzi a fost selectat pentru prima dată în echipa națională în 2001.

### Cupa Golfului Arabiei
Fawzi a făcut apariții în a 16-a Cupă a Golfului Arabiei, a 17-a Cupă a Golfului Arabiei, a 18-a Cupă a Golfului Arabiei, a 19-a Cupa a Golfului Arabiei, a 20-a Cupa a Golfului Arabiei și a 21-a Cupă a Golfului Arabiei . 
El și-a arătat pentru prima dată talentul în timpul celei de - a 16-a Cupe a Golfului Arabiei din 2003-2004, marcând două goluri, unul într-o remiză de 1-1 împotriva Yemenului și altul într-o victorie cu 2-0 față de Qatar . În turneu, Oman a terminat pe locul patru, de unde a atins cea mai bună poziție din competiția Cupei Golfei Arabiei, ajungând pentru prima dată în turul final de patru, cu opt puncte din două victorii și două remize. 
În cea de-a 18-a Cupă a Golfului Arabiei din 2007, a marcat un gol într-o victorie de 2-1 asupra gazdelor Emiratelor Arabe Unite în faza grupelor. Aceasta a fost a doua oară când Oman a ajuns în finală, dar din nou au pierdut în fața gazdelor, Emiratele Arabe Unite . Ismail Matar, legenda Emiratelor, a marcat singurul gol al meciului, în timp ce Emiratele Arabe Unite au câștigat prima lor Cupă din Golful Arabiei . 
În cele din urmă, în 2009, el și-a ajutat echipa să câștige primul trofeu al Cupei Golfului Arabiei . El a marcat un gol în cea de-a 19-a Cupă a Golfului Arabiei într-o victorie cu 2-0 asupra Bahrainului . 
În cea de-a 21-a Cupă a Golfului Arabiei din 2013, el a făcut două apariții în postura de căpitan al echipei, dar nu a reușit să înscrie un singur gol. Oman a putut din nou să înscrie un singur gol și de data aceasta a fost de la fața locului de tânărul Hussain Al-Hadhri împotriva Qatarului, în care Oman a pierdut în cele din urmă cu 2-1. Oman nu a reușit să se califice pentru semifinale.  

### Cupa asiatică AFC
Fawzi s-a făcut remarcat în calificarea din 2004 a Cupei Asiatice AFC, a Cupei Asiei AFC 2004, a calificării din Cupa Asiei a AFC 2007, a Cupei Asiei AFC 2007, a calificării 2011 a Cupei Asiei a AFC și a reprezentat, de asemenea, echipa națională în Cupa asiatică 2015 AFC calificare 
El a marcat șase goluri în calificarea în Cupa Asiei AFC din 2004,  o echipă într-o victorie cu 7-0 asupra Nepalului,  un hat-trick într-o victorie cu 6-0 asupra Nepalului  și un altul cu 3- 1 victorie asupra Coreei de Sud , ajutându-și echipa să se califice pentru Cupa Asiei AFC 2004 . În turneu, Oman a obținut patru puncte într-o victorie cu 2-0 față de Thailanda  și o remiză de 2-2 împotriva Iranului  și, prin urmare, nu a reușit să se califice pentru sferturile de finală. 
În calificarea din 2006 în Cupa Asiei AFC,  a înscris cu o victorie cu 5-0 în fața Pakistanului .  Badar Al-Maimani a marcat unul și singurul gol al Omanului în Cupa Asiei AFC din 2007, într-o remiză de 1-1 împotriva Australiei .  În turneu, Oman a câștigat două puncte în două puncte într-o remiză de 1-1 împotriva Australiei și într-o remiză de 0-0 împotriva Irakului  și, prin urmare, nu a reușit să se califice pentru sferturile de finală. 
În calificarea din 2011 a Cupei Asiei AFC, a marcat un gol într-o victorie cu 2-1 asupra Indoneziei .  Oman nu a reușit să se califice pentru Cupa Asiei AFC 2011 . 
Fawzi a făcut treisprezece prezențe la calificarea la Cupa Mondială FIFA din 2002, șase în calificarea la 2006 la Cupa Mondială FIFA, șapte în calificarea FIFA World Cup 2010 și unsprezece în calificarea FIFA World Cup 2014 . 
Singurul său obiectiv pentru Oman în meciurile de calificare la Cupa Mondială FIFA a venit în prima etapă a calificării la Cupa Mondială FIFA 2010, într-o victorie cu 2-0 asupra Nepalului . 

### Retragerea
În februarie 2013, la scurt timp după cea de-a 21-a Cupă a Golfului Arabiei, Bashir și-a anunțat retragerea din sarcina națională. Se spune că Basheer și antrenorul lui Oman, Paul Le Guen, au început să se desprindă în urmă cu aproape un an și jumătate, când francezul l-a înlocuit pe mijlocaș cu Ali Al Habsi în funcția de căpitan în timpul meciului de calificare la Cupa Mondială împotriva Australiei la sfârșitul anului 2011. Rapoartele de presă au sugerat divergențe între cei doi după un amical împotriva Togo la sfârșitul anului 2012, în care Oman a pierdut cu 0-1. 

### Obiective pentru echipa națională senior
| #  | Date              | Venue                                                     | Opponent              | Score | Result | Competition                       |
| -- | ----------------- | --------------------------------------------------------- | --------------------- | ----- | ------ | --------------------------------- |
| 3  | 29 July 2001      | Sultan Qaboos Sports Complex, Muscat, Oman                | Irak                  | 1-0   | 1-0    | Friendly                          |
| 10 | 25 September 2003 | Incheon, Korea Republic                                   | Nepal                 | 1-0   | 7-0    | 2004 AFC Asian Cup qualification  |
| 11 | 25 September 2003 | Incheon, Korea Republic                                   | Nepal                 | 5-0   | 7-0    | 2004 AFC Asian Cup qualification  |
|    | 19 December 2003  | Muscat, Oman                                              | Nepal                 | 1-0   | 6-0    | 2004 AFC Asian Cup qualification  |
|    | 19 December 2003  | Muscat, Oman                                              | Nepal                 | 4-0   | 6-0    | 2004 AFC Asian Cup qualification  |
|    | 19 December 2003  | Muscat, Oman                                              | Nepal                 | 6-0   | 6-0    | 2004 AFC Asian Cup qualification  |
|    | 21 December 2003  | Sultan Qaboos Sports Complex, Muscat, Oman                | Coreea de Sud         | 3-1   | 3-1    | 2004 AFC Asian Cup qualification  |
|    | 28 December 2003  | Al-Sadaqua Walsalam Stadium, Adiliya, Kuwait City, Kuwait | Yemen                 | 1-1   | 1-1    | 16th Arabian Gulf Cup             |
|    | 11 January 2004   | Al-Sadaqua Walsalam Stadium, Adiliya, Kuwait City, Kuwait | Qatar                 | 1-0   | 2-0    | 16th Arabian Gulf Cup             |
|    | 10 April 2005     | Prince Abdullah al-Faisal Stadium, Jeddah, Saudi Arabia   | Sudan                 | 1-1   | 4-1    | 2005 Islamic Solidarity Games     |
|    | 12 April 2005     | Prince Abdullah al-Faisal Stadium, Jeddah, Saudi Arabia   | Tadjikistan           | 1-0   | 3-0    | 2005 Islamic Solidarity Games     |
|    | 16 April 2005     | Prince Abdullah al-Faisal Stadium, Jeddah, Saudi Arabia   | Arabia Saudită        | 1-0   | 1-2    | 2005 Islamic Solidarity Games     |
|    | 6 September 2006  | Sultan Qaboos Sports Complex, Muscat, Oman                | Pakistan              | 2-0   | 5-0    | 2007 AFC Asian Cup qualification  |
|    | 6 September 2006  | Sultan Qaboos Sports Complex, Muscat, Oman                | Pakistan              | 4-0   | 5-0    | 2007 AFC Asian Cup qualification  |
|    | 17 January 2007   | Zayed Sports City Stadium, Abu Dhabi, UAE                 | Emiratele Arabe Unite | 1-0   | 2-1    | 18th Arabian Gulf Cup             |
|    | 1 July 2007       | Singapore, Singapore                                      | Arabia Saudită        | 1-1   | (P)1-1 | Friendly                          |
|    | 8 October 2008    | Sultan Qaboos Sports Complex, Muscat, Oman                | Nepal                 | 1-0   | 2-0    | 2010 FIFA World Cup qualification |
|    | 20 August 2008    | Muscat, Oman                                              | Uzbekistan            | 1-0   | 2-0    | Friendly                          |
|    | 17 December 2008  | Muscat, Oman                                              | China                 | 1-0   | 3-1    | Friendly                          |
|    | 10 January 2009   | Sultan Qaboos Sports Complex, Muscat, Oman                | Bahrain               | 1-0   | 2-0    | 19th Arabian Gulf Cup             |
|    | 31 December 2009  | National Stadium, Kallang, Singapore                      | Singapore             | 1–0   | 4–1    | Friendly                          |
|    | 6 January 2010    | Gelora Bung Karno Stadium, Jakarta, Indonesia             | Indonezia             | 1-0   | 2-1    | 2011 AFC Asian Cup qualification  |

## Onoruri

### Club
- Cu Al-Nasr

- Liga Omani (1): 2003-2004 ; Subcampionatul 1998–99, 1999–2000
- Cupa Sultan Qaboos (2): 2000, 2002; Alergarea 1999, 2001
- Supercopa Omani (0): campionatul 2002

- Cu Al-Qadisiya

- Cupa Prințului Coroanei din Kuweit (1): 2006
- Cupa emirului din Kuweit (1): 2007; Alergarea 2006

- Cu Al-Gharrafa

- Liga Qatar Stars (1): 2007–2008
- Cupa Sheikh Jassem (1): 2007
- Cupa prințului Qatar Crown (0): campion 2007

- Cu Bani Yas

- Cupa președintelui din Emiratele Unite (0): campionatul 2011-2012

### Echipa națională
- Cupa Golfului Arabiei : 
  - Câștigători: 2009
  - Finalizare: 2004, 2007

1. ↑  Fawzi Bashir, Transfermarkt, accesat în 9 octombrie 2017
2. ↑  Fawzi Bashir pe site-ul National-Football-Teams.com
3. ↑  „Gulf Cup16 - Kuwait 2003”. goalzz.com.
4. ↑  „Gulf Cup 18 - Emirates 2007”. goalzz.com.
5. ↑  „Gulf Cup 19 - Oman 2009”. goalzz.com.
6. ↑  „QATAR VS. OMAN 2 - 1”. soccerway.com.
7. ↑  „GULF CUP 2013”. soccerway.com.
8. ↑  „ASIAN CUP QUALIFICATION 2004”. soccerway.com.
9. ↑  „NEPAL VS. OMAN 0 - 7”. soccerway.com.
10. ↑  „OMAN VS. NEPAL 6 - 0”. soccerway.com.
11. ↑  „OMAN VS. KOREA REPUBLIC 3 - 1”. soccerway.com.
12. ↑  „OMAN VS. THAILAND 2 - 0”. soccerway.com.
13. ↑  „OMAN VS. IRAN 2 - 2”. soccerway.com.
14. ↑  „ASIAN CUP 2004”. soccerway.com.
15. ↑  „ASIAN CUP QUALIFICATION 2004”. soccerway.com.
16. ↑  „OMAN VS. PAKISTAN 5 - 0”. soccerway.com.
17. ↑  „AUSTRALIA VS. OMAN 1 - 1”. soccerway.com.
18. ↑  „OMAN VS. IRAQ 0 - 0”. soccerway.com.
19. ↑  „ASIAN CUP 2007”. soccerway.com.
20. ↑  „INDONESIA VS. OMAN 1 - 2”. soccerway.com.
21. ↑  „ASIAN CUP QUALIFICATION 2011”. soccerway.com.
22. ↑  „OMAN VS. NEPAL 2 - 0”. soccerway.com.
23. ↑  „BASHEER TO RETIRE AFTER GULF CUP”. muscatdaily.com. Arhivat din original la 1 septembrie 2021. Accesat în 12 ianuarie 2013.